# カレン・ユー
カレン・ユー（Karen Yu、1992年1月18日 - ）は、アメリカ合衆国オハイオ州デイトン出身のプロレスラー。現在はウェンディ・チュー(Wendy Choo)のリングネームで、NXTで活動。

## 来歴

### NXT
2019年2月WWEと契約を結び、WWEパフォーマンスセンターに配属された。2019年2月から7月までカレンQというリングネームで活動していた。その後、NXTハウスショーでザイア・リーとチームを組んだ。7月、Qは外果骨折をし、2年間リハビリに費やし、2回の手術を受けた。2020年12 月、Qはリーとボアとのチームを再開させた。その後、2021年8月にNXTに戻りリングネームをウェンディ・チューと改名。2022年3月、チューとダコタ・カイは女子ダスティ・ローデス・タッグチーム・クラシックに参加したが、決勝で紫雷イオとケイ・リー・レイに敗れた。2022年6月のイン・ユア・ハウスで、チューは、NXT女子王座を賭けてマンディ・ローズと対戦するが敗北。8月23日、ライト・アウト・マッチで、ティファニー・ストラットンと対戦し、勝利。9月20日、コーラ・ジェイドと対戦するが、敗北。10月4日、ラッシュ・レジェンドと対戦し、勝利。11月22日、再び、ジェイドと対戦するが敗北。NXTデッドラインの5枠目のため、12月6日、インディ・ハートウェルとファロン・ヘンリーと対戦したが、敗北。12月27日、再びジェイドと対戦し、勝利を収めた。2023年1月10日のニュー・イヤーズ・イビルでチュ－は、勝者は、NXT女子王座のロクサーヌ・ぺレスとの試合ができる、20人女子バトルロイヤルに参加し、登場時に使用する枕で、敗退を防御したが、敗退した、エレクトラ・ロペスに攻撃され、敗退となった。1月24日、ロペスとチューは、対戦をしたが、チューは、敗北。2月28日、チューは、先週のニッキータ・ライオンズが攻撃され、翌週に攻撃され、怪我のため離脱となった。

## 獲得タイトル
ECWA
- ECWA女子王座　: 1回

VPW
- VPW女子王座 : 1回

## 入場曲
- Snack Time 現在使用中
- Sleepyhead